# 辻本耕志
辻本 耕志（つじもと こうじ、1977年1月14日 - ）は、日本のお笑いタレント、俳優、声優。お笑いトリオ「フラミンゴ」のメンバー。エフ・エム・ジー所属。和歌山県出身。

## 人物
2002年、吉田ウーロン太、竹森千人と「フラミンゴ」を結成。かつて、牛肉（ジャック豆山）とともに「牛肉オレンヂ」（ニュースタッフエージェンシー所属）として活動していた。
以前はオレンヂという芸名だったが、2010年2月に本名である辻本耕志に戻した。
砂川禎一郎（夜ふかしの会）、図師光博（俳優）、長谷川大輔（構成作家）と共に「ご当地楽しみ隊」を結成し活動している。

## 出演
※トリオでの出演作はフラミンゴの項を参照のこと。

### テレビドラマ
- トミカヒーロー レスキューフォース 第23話（2008年9月6日、テレビ東京） - コック（シーカ人間型） 役
- Room Of King 第1話（2008年10月4日、フジテレビ）
- 戦士の資格（2008年12月29日、フジテレビ）
- 風に舞いあがるビニールシート（2009年、NHK）
- 深夜食堂 第12話（2011年10月20日、毎日放送） - 章介の相方 役
- HUNTER～その女たち、賞金稼ぎ～ 最終話（2011年12月13日、関西テレビ）
- さばドル 第4話（2012年2月3日、テレビ東京）
- SPEC～翔～（2012年4月1日、TBS）
- 罪と罰 第1話（2012年4月29日、WOWOW）
- 三つの告白 第二話「～記憶～」（2013年10月10日、NHK Eテレ）
- 東京特許許可局 第2話（2014年4月14日、NHK Eテレ）
- 喰う寝るふたり 住むふたり（2014年5月6日 - 6月24日、NHK BSプレミアム）
- 新・ミナミの帝王 第9話（2015年1月4日、関西テレビ）
- セカンドラブ  第3話（2015年2月20日、テレビ朝日）
- ホテルコンシェルジュ（2015年7月7日 - 9月22日、TBS） - 安藤幹也 役
- メガバンク最終決戦 第1話（2016年2月14日、WOWOW）
- キャバすか学園 第1話、第3話（2016年10月30日、11月13日、日本テレビ）
- スニッファー 嗅覚捜査官 最終話（2016年12月3日、NHK総合）
- リテイク 時をかける想い 第5話（2017年1月7日、フジテレビ）
- 監察医 朝顔（2019年、フジテレビ） ‐ 桜井明彦 役
- 仮面ライダーゼロワン 第12話（2019年11月24日、テレビ朝日） - ワズ・ナゾートク 役[1]
- タリオ 復讐代行の2人 第3話（2020年10月23日、NHK総合・BS4K） - 人事部社員 役
- 警視庁ゼロ係〜生活安全課なんでも相談室〜 第5シリーズ（2021年） - 大下誠 役
- 大河ドラマ 青天を衝け（2021年、NHK）
- 脚本芸人 第1夜（2022年6月22日、フジテレビ）

### WEBドラマ
- 僕らはみんな死んでいる♪（2013年12月2日 - 2014年2月14日、NOTTV） - 神様 役
- 野武士のグルメ 第8話（2017年3月17日、Netflix）

### 映画
- 裁判長!ここは懲役4年でどうすか（2010年、ゼアリズエンタープライズ） - 係官A 役
- 劇場版 神聖かまってちゃん ロックンロールは鳴り止まないっ （2011年）
- ヘルドライバー （2011年）
- 苦役列車（2012年、東映） - イカ天風番組の司会 役
- 劇場版 ATARU THE FIRST LOVE & THE LAST KILL（2013年、東宝）
- 劇場版 SPEC〜結〜（2013年）
- 永い言い訳（2016年）
- わたしに××しなさい！（2018年）
- パパはわるものチャンピオン（2018年）
- ONLY SILVER FISH（2018年） - ハンドグリップの男 役[2][3]
- ハード・コア（2018年）

### 舞台
- 小林賢太郎プロデュース公演
  - #005「TAKEOFF 〜ライト三兄弟〜」（2006年、2007年）
  - 小林賢太郎演劇作品「ロールシャッハ」（2010年、2012年）
  - 小林賢太郎演劇作品「ノケモノノケモノ」（2014年）
  - コントマンシップ カジャラ KAJALLA #1「大人たるもの」（2016年）[4]
  - コントマンシップ カジャラ KAJALLA #2「裸の王様」（2017年）[5]
  - コントマンシップ カジャラ KAJALLA #3「働けど働けど」（2018年）[6]
  - コントマンシップ カジャラ KAJALLA #4 「怪獣たちの宴」（2019年）
- 久ヶ沢徹生誕50周年祭 久ヶ沢牛乳presents「A HALF CENTURY BOY」（2012年）
- トーキョーハイライト「なりたかったおとこ」（2013年）
- 最後のサムライ（2015年）エドワルド・スネル 役
- 鈴村健一プロデュース公演「AD-LIVE2017」（2017年）彩-LIVE[7]
- 舞台「ONLY SILVER FISH」（2018年） - サマーソン 役 [8]
- 鈴村健一プロデュース公演「AD-LIVE2018」（2018年）彩-LIVE[9]
- ジーザス・クライスト・レディオスター（2018年）[10]
- 舞台「笑わせんな」（2024年）[11]
- 学芸員 鎌目志万とダ・ヴィンチ・ノート（2025年）[12]
- ゼブラ（2025年公演予定）[13]
- 加藤啓アワー「私、鬼になるね」（2025年公演予定）[14]

### Vシネマ
- 鎧武/ガイム外伝 仮面ライダーデューク（2015年） - 研究員 役

### バラエティ
- 小林賢太郎テレビ5（2013年5月26日、NHK BSプレミアム）
- 小林賢太郎テレビ6（2014年5月30日、NHK BSプレミアム）
- 小林賢太郎テレビ7（2015年 NHK BSプレミアム）
- 小林賢太郎テレビ8（2016年 NHK BSプレミアム）
- 小林賢太郎テレビ9（2017年 NHK BSプレミアム）
- 小林賢太郎テレビ10（2019年 NHK BSプレミアム）
- 戦国炒飯TV 〜なんとなく歴史が学べる映像〜 - 古田織部 役
- ひきだすにほんご Activate Your Japanese!（NHKワールドTV 日本語講座番組） - スキット・須藤明役

### 声の出演

#### 外画
- ケーキーズお菓子抗争（2008年1月19日 - 2月16日、テレビ東京） - 古坊（ワッフルボーイ） 役
- 怪盗グルーのミニオン危機一発 - 赤シャツ男 役
- キック・アス/ジャスティス・フォーエバー
- オズ めざせ！エメラルドの国へ - 弁護人 役
- ミニオンズ  - 隙っ歯悪党 役
- アニメ ケアベアカズンズ
- ペット（2016年8月11日） - ダルメシアン飼い主 役
- ディズニーXD 爆笑！シアター・パコーン - ドッグ、キャンディ 役
- 怪盗グルーのミニオン大脱走 - 飛行機男 役
- スマーフ スマーフェットと秘密の大冒険（2017年10月7日） - ブレイニー 役
- ミニオンズ フィーバー - ケリーの父 役[15]

#### アニメ
- 紙兎ロペ
- 「魔法科高校の劣等生」スペシャルコンテンツ「ほのかと雫の魔法塾」 - 塾講師 役
- ドアマイガーD - 門剛利庵宋眼 役
- 蟲師 続章 第20話 - 幹太 役
- おしりたんてい - さるじろう 役

#### その他
- ゲーム「龍が如く2」
- ドラマCD「華と龍～第一章～激動編」- 風間組長 役

### CM
- 大塚製薬「ポカリスエット」
- NTTドコモ「ドコモあんしんスキャン」
- リクルート「タウンワーク 通訳編」
- サントリー 「金麦」
- アサヒビール 「麦搾り」
- ゼリア新薬 ヘパリーゼW 「いろんな場所で」編

### MV
- 斉藤工「サクライロ」
- Glowlamp 「Song for HERO」